# Scudderia curvicauda
Scudderia curvicauda är en insektsart som först beskrevs av De Geer 1773.  Scudderia curvicauda ingår i släktet Scudderia och familjen vårtbitare.

## Underarter
Arten delas in i följande underarter:
- S. c. borealis
- S. c. curvicauda
- S. c. laticauda